# Den amerikanske Skønhed
Den amerikanske Skønhed er en amerikansk stumfilm fra 1916 af William Desmond Taylor.

## Medvirkende
- Myrtle Stedman som Ruth Cleave / Mrs. Ellsworth.
- Elliott Dexter som Paul Keith.
- Howard Davies som Herbert Lorrimer.
- Jack Livingston som Martin Ellsworth.
- Adelaide Woods som Mrs. Cleave.